# 멜버른 동물원

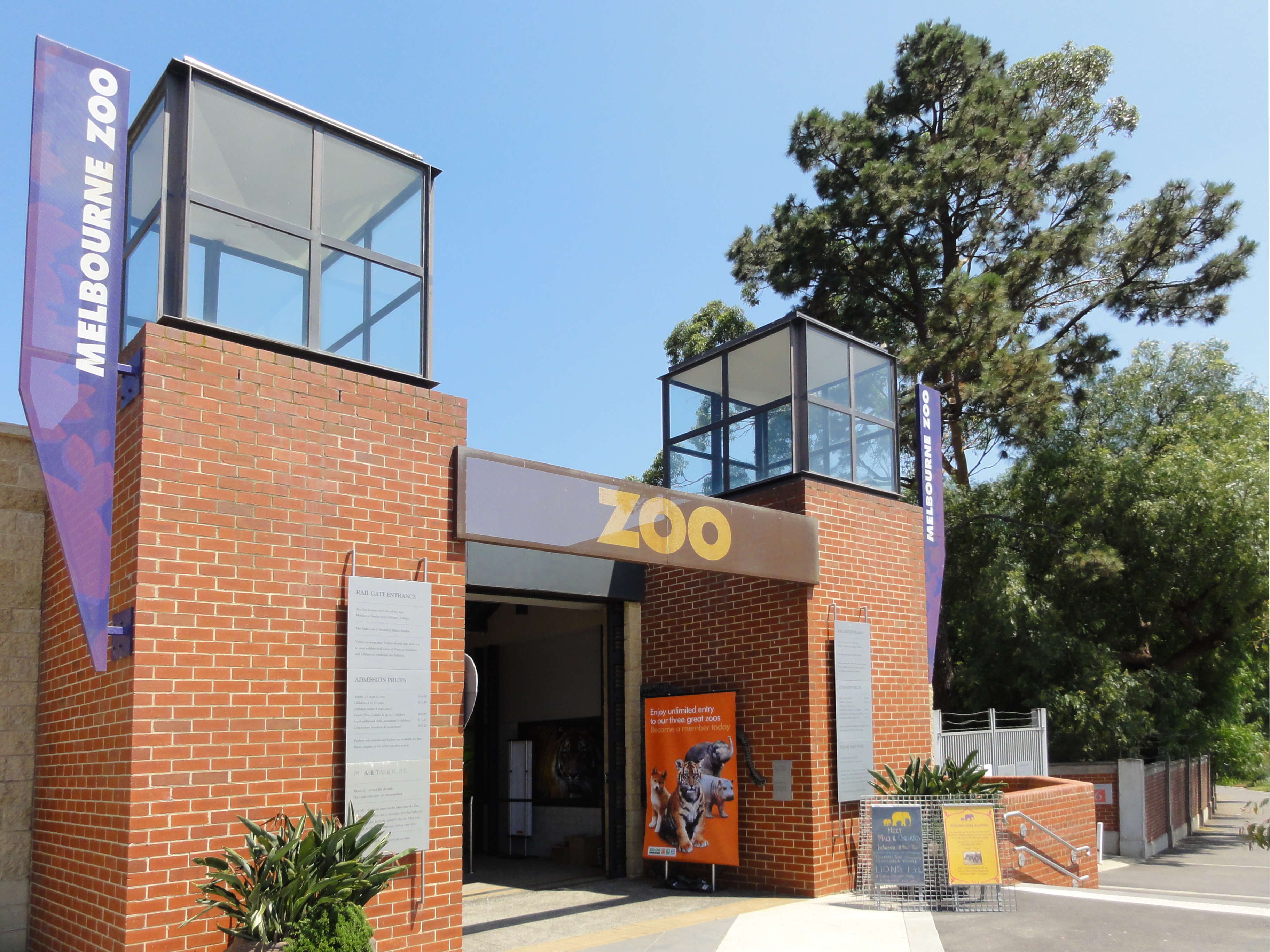
멜버른 동물원

멜버른 동물원(Melbourne Zoo)은 오스트레일리아 멜버른에 위치한 동물원이다.
| 영업시간 | 09:00-17:00 |

| 주소 | Elliott Ave, Parkville VIC 3052 |